# Pendrin

Role pendrinu při syntéze hormonu štítné žlázy

Pendrin je membránová buněčná pumpa s 11 transmembránovými řetězci, zejména přenášející jód přes membránu. Je to obvykle chlorido–jodidový, ale také chlorido–hydroxylový a chlorido–bikarbonátový přenašeč aniontů. U člověka se vyskytuje ve štítné žláze, vnitřním uchu, ledvinách, placentě a prsní žláze. Mutace genu pro pendrin způsobuje hluchotu nebo Pendredův syndrom, kombinované onemocnění ucha a štítné žlázy.